# Gabby Williams
Pour les articles homonymes, voir Williams.
Ne pas confondre avec Venus et Serena Williams, joueuses de tennis.
Gabrielle Williams, dite Gabby Williams, née le 9 septembre 1996 à Sparks dans le Nevada aux États-Unis, est une joueuse internationale française de basket-ball évoluant aux postes d’ailière et ailière forte avec Fenerbahçe Istanbul et au Storm de Seattle durant la saison WNBA.
Après avoir tenté une carrière d'athlétisme, elle joue en basket universitaire pour les Huskies du Connecticut (l'équipe de l'Université du Connecticut). Elle est draftée en championnat WNBA par les Sky de Chicago en 2018 puis effectue plusieurs séjours en Europe, jouant notamment en Euroligue. Depuis mai 2021, elle est sélectionnée en équipe de France et remporte notamment la médaille de bronze lors des Jeux olympiques de Tokyo puis la médaille d'argent en 2024 aux Jeux olympiques de Paris.

## Biographie

### Jeunesse
Gabby Williams possède la double nationalité par sa mère Therese,,. Sa grand-mère maternelle est née à Paris. Née d'un père américain et d'une mère française, elle grandit à Sparks dans le Nevada. Elle n'a jamais été très proche de son père ni de sa famille côté paternel, comme elle l'a expliqué dans un entretien au journal L'Équipe. Elle a une sœur aînée, Kayla, née en 1989. Elle est parfaitement francophone, ayant beaucoup pratiqué le français avec sa grand-mère maternelle,,.
En 2012, elle participe aux sélections pour intégrer l'équipe des États-Unis en athlétisme pour les Jeux de Londres pour le saut en hauteur. Elle parvient à franchir 1 mètre 89 mais ne se qualifie que comme remplaçante. Peu de temps après, elle se blesse et subit deux fois une rupture du ligament croisé au genou droit,. Elle subit une première opération, mais son système immunitaire la rejette, nécessitant une deuxième intervention. Elle abandonne l'athlétisme à la suite de cet évènement et se consacre au basket-ball. Elle réalise déjà des performances remarquées lors de ses années de lycée à la Edward C. Reed High School (en) de Sparks. En deuxième année, ses moyennes se montent à 18 points, 10 rebonds et 7 interceptions par rencontre, conduisant Reed au titre de champion du Nevada, avec 15 points, 14 rebonds et 6 passes décisives en demi-finales contre Foothill, puis 24 points, 4 rebonds et 4 passes décisives en finales contre Reno, ce qui la conduit à être élue meilleure joueuse de l'année. En junior, ses moyennes culminent à 30 points, 11 rebonds, 6 passes décisives et 7 contres par match.
Elle a de nombreux tatouages dont une langue des Rolling Stones et une phrase écrite en français (« Rien ne peut briser notre lien »), en référence aux membres de sa famille restés en France,,. Elle est végétalienne. Elle était très proche de Kobe Bryant et de sa fille Gianna, Kobe Bryant étant son mentor,.
Une partie de sa famille vit à Paris et à Marseille.

### Carrière universitaire

#### 2014-2018: basket universitaire à UConn

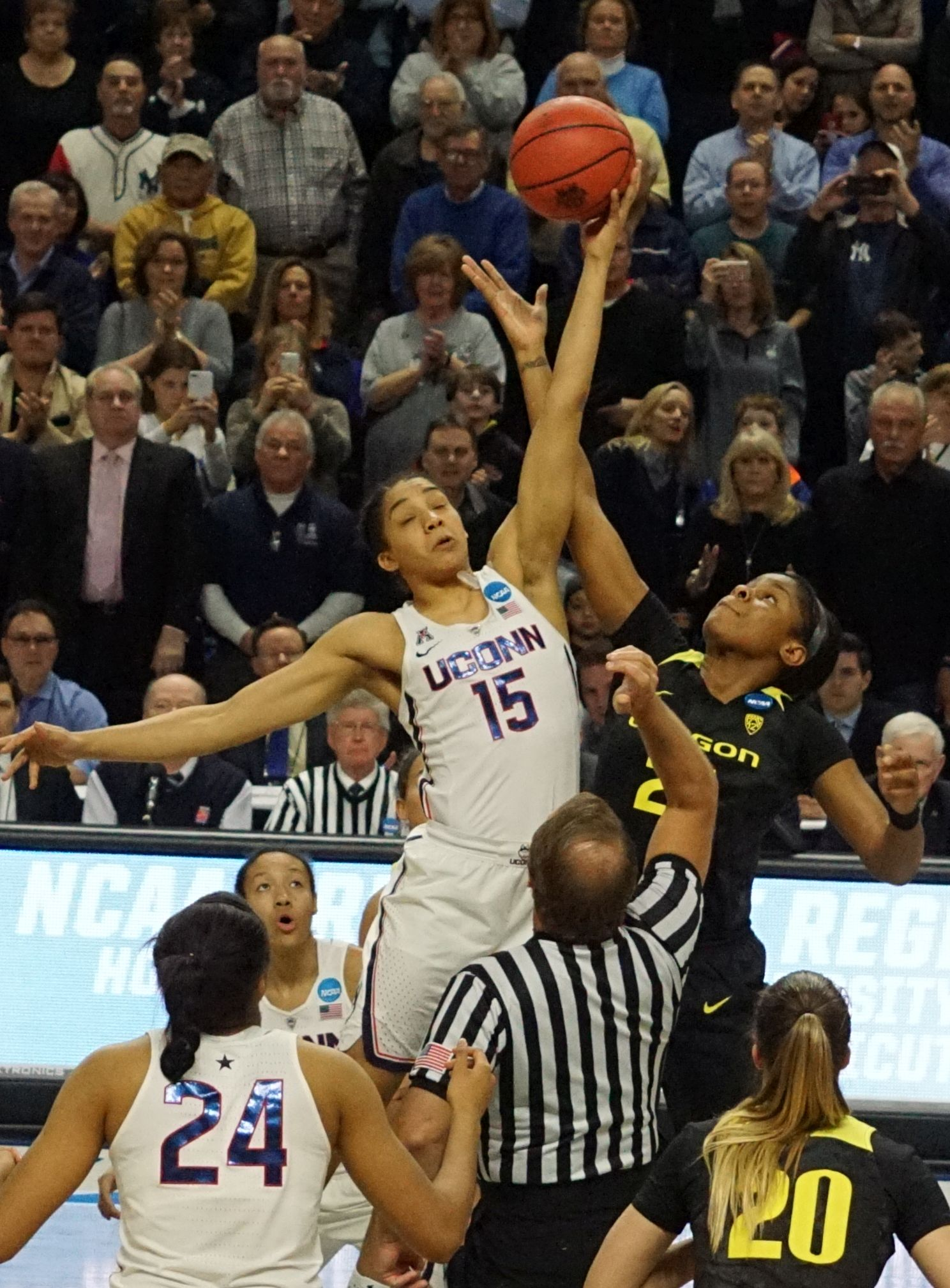
Williams avec UConn en 2017.

Elle intègre en 2014 l'université du Connecticut (surnommée UConn) et suit le programme basket, recrutée par les Huskies du Connecticut avec lesquelles elle se qualifie à quatre reprises pour le Final four du championnat NCAA et remporte les titres NCAA en 2015 contre les Fighting Irish de Notre Dame et l'Orange de Syracuse en 2016. Lors des deux éditions suivantes, les Huskies s'inclinent en demi-finale, en 2017 face aux Bulldogs de Mississippi State et 2018 face à Notre Dame. La défaite en demi-finale de 2017 met fin à la série de 111 victoires consécutives, débutée après une défaite contre Stanford le 17 novembre 2014. Lors de la centième victoire de cette série, Williams inscrit 26 points, capte 14 rebounds, délivre quatre passes et réussit quatre interceptions.
Lors de ses deux dernières saisons au sein de l'université, elle figure parmi les meilleures joueuses de sa conférence ACC, American Athletic Conference, 3e pour les interceptions, 4e pour les passes, 6e pour les rebonds et 14e pour les points en 2017 et 4e pour les interceptions, 2e pour les passes, 9e pour les rebonds et 20e pour les points en 2018.
En quatre saisons, elle enregistre un bilan de 149 victoires pour deux défaites. Avec 16 points, 16 rebonds et 10 passes contre les Pirates d'East Carolina, elle est la cinquième joueuses des Huskies à avoir réussi des triple-doubles,. Elle est également l'une des rares joueuses des Huskies à réussir 1 000 unités dans les deux catégories statistiques des points et du rebond. Elle termine sa carrière universitaire avec 1 582 points, 1 007 rebonds, 481 passes décisives et 305 interceptions. Elle remporte le Senior CLASS Award.

### Carrière professionnelle

#### 2018-2019: première saison en WNBA et premier séjour en Europe
Elle est sélectionnée en 4e position de la draft WNBA 2018 par le Sky de Chicago pour un temps de jeu de 22,6 minutes durant son année rookie avec des statistiques de 7,1 points, 4,2 rebonds et 1,6 interception par rencontre. Après la fin de saison, elle signe à Naples en Italie avec le club de Dike Napoli. Le club connait des difficultés financières et déclare forfait en janvier 2019.En février, elle rejoint le club de Gérone,. En mars, elle s'incline en finale de la Coupe de la Reine face à Salamanque avec 18 points, 2 rebonds. En fin de saison, elle remporte le championnat.

#### 2019-2020: deuxième saison en WNBA et arrivée à Montpellier
Championne d’Espagne 2019 (12 points et 5 rebonds en championnat et 14 points et 5,3 rebonds en 4 matches d’Eurocoupe), elle signe pour 2019-2020 avec Montpellier, où la directrice sportive Edwige Lawson-Wade est l'épouse de son entraîneur en 2019 au Sky de Chicago, James Wade. Pendant la trêve hivernale, elle se rend à Los Angeles après l'accident d'hélicoptère mortel de Kobe Bryant dont elle était proche.

#### 2021: meilleure défenseuse de l'Euroligue et suspension en WNBA
Après une saison tronquée par la pandémie de Covid-19, elle signe au club de Sopron Basket en Hongrie. Elle est élue meilleure défenseuse de la saison d'Euroligue. Elle est également désignée dans le cinq majeur de la compétition remportée pour la première fois de son histoire par le club hongrois.
En raison de sa décision de disputer le championnat d'Europe de basket-ball et le tournoi olympique avec l'équipe de France, le directeur sportif et entraîneur des Sky de Chicago James Wade, pourtant franco-américain comme elle et marié à l'ancienne internationale Edwige Lawson-Wade, annonce sa suspension pour le reste de la saison. Malgré son transfert pour rejoindre la franchise des Sparks de Los Angeles, elle reste suspendue de compétition en WNBA.

#### 2022: saison WNBA avec le Storm de Seattle et retour en France
Après avoir remporté l'Euroligue en avril 2022 avec le Sopron Basket, Gabby Williams fait partie d'un échange entre les Sparks et le Storm de Seattle qu'elle rejoint pour retrouver la WNBA en 2022. Qualifiée pour les playoffs, la franchise élimine les Mystics de Washington puis s'incline face aux Aces de Las Vegas.
Dans le même temps, elle fait son retour en France en signant à l'ASVEL féminin pour la saison 2022-2023. Elle participe à la victoire lors de l'édition 2023 de l'Eurocoupe. Victime d'une commotion cérébrale lors du match aller de la demi-finale face à Bourges, elle fait son retour lors du premier match de la finale face à Villeneuve-d'Ascq mais fait une rechute qui met fin à sa saison où son club remporte le championnat de France face à Villeneuve-d'Ascq.
Forfait pour le championnat d'Europe, elle renoue avec les parquets en rejoignant la franchise du Storm pour la saison WNBA. Cependant sa saison américaine se termine après dix rencontres, en raison d'une blessure au pied gauche. Sa franchise termine avec un bilan de 11 victoires pour 29 défaites.
Lors de l'édition suivante du championnat, l'Asvel est éliminé dès les quats de finale par Basket Landes. Gabby Williams, retournée aux États-Unis pour le décès de son père, ne participe pas à cette fin de saison. En fin de contrat avec l'Asvel féminin, celui-ci n'est pas renouvelé en raisons des difficultés financières du club.

#### 2024-2025: nouveau passage au Storm de Seattle
En août 2024, Williams rejoint le Storm de Seattle pour prendre part à la fin de saison WNBA. En septembre, lors d'une rencontre le Liberty de New York, elle franchit la barre des 1 000 points en WNBA. Lors des playoffs, son équipe affronte les Aces de Las Vegas de la MVP A’ja Wilson. Seattle, malgré 20 points de Villiams lors du deuxième match de la série, s'incline en deux manches.
Williams signe ensuite pour le club turc de Fenerbahçe. Dès le 3 octobre, elle remporte son premier trophée avec sa nouvelle équipe, dirigée par Valérie Garnier et qui compte dans son effectif sa coéquipière de l'équipe de France Marième Badiane. Elles remportent la SuperCoupe d'Europe aux dépens de Besiktas sur le score de 79 à 63.
En Euroligue, elle est désignée meilleure joueuse du mois de décembre. Elle termine dans le meilleur cinq de la compétition, puis dans le meilleur cinq du Final 6, où son club échoue en demi-finale face à USK Prague. En Turquie, son club s'incline en finale de la coupe face à Mersin, puis remporte le championnat face au même adversaire sur le score de 3 à 0.
Avec 15 points de moyenne, elle effectue un excellent début de saison 2025. Elle obtient sa centième titularisation en WNBA dans une victoire face au Mercury de Phoenix, la cinquième en neuf matchs, avec des statistiques de 21 points à 8/10 aux tirs (dont 5/6 à trois points), 3 rebonds, 7 passes décisives et 1 contre en 35 minutes. Elle est la première Française sélectionnée pour le WNBA All-Star Game, le jour d'une victoire contre les championnes en titre, le Liberty de New York, à laquelle elle contribue avec 16 points, 7 rebonds, 5 passes décisives et 3 interceptions,. Lors de ce All-Star Game, elle inscrit 16 points et 5 passes décisives en 23 minutes dans une défaite 151 à 131 de son équipe « Caitlin Clark » face à l'équipe « Napheesa Collier ».

### En équipe nationale
Du fait de sa double nationalité, Gabby Williams est éligible pour jouer avec l'équipe de France,,,. En 2017, elle participe à un camp d'entraînement avec l'équipe des États-Unis, mais ne joue aucune rencontre.
En avril 2021, la sélectionneuse de l'équipe de France Valérie Garnier la convoque pour préparer le championnat d'Europe, revenant sur sa décision initiale de ne pas la convoquer,,,. Elle profite du forfait de Bria Hartley, gravement blessée au genou.
Elle débute le 24 mai contre l'équipe d'Espagne, s'illustrant notamment par un panier marqué au buzzer à la fin du premier quart temps. Elle est sélectionnée parmi les 12 joueuses retenues pour disputer le championnat d'Europe qui se déroule en partie en France. La FIBA annonce pendant le championnat d'Europe qu'elle conservera le statut de joueuse naturalisée, sa citoyenneté à la naissance n'étant pas reconnue par la fédération internationale,. Elle dispute tous les matchs de la compétition, tournant à 8,2 points de moyenne sur le tournoi, ainsi que 4 rebonds et 2 passes décisives de moyenne. La France s'incline en finale contre la Serbie (63-54).
Elle est retenue pour disputer le tournoi olympique, et dispute donc ses premiers Jeux olympiques à Tokyo avec la France, chose qu'elle envisageait depuis longtemps,.

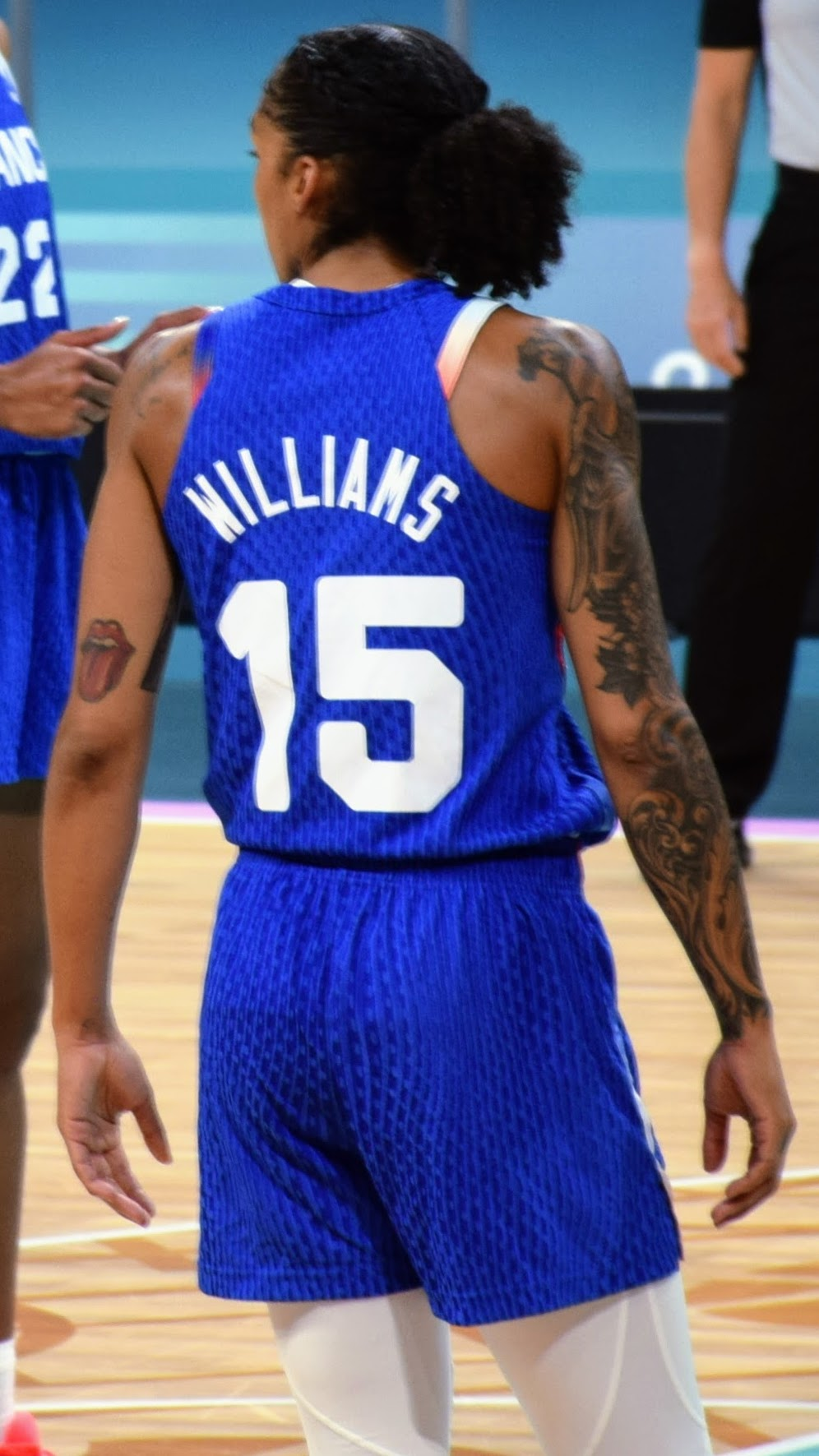
Gabby Williams sous le maillot de l’équipe de France lors des Jeux olympiques de Paris 2024.

Balayant les critiques, elle affirme à plusieurs reprises son attachement à la France notamment pendant les Jeux olympiques,,,,. Deux anciennes internationales, Edwige Lawson-Wade et Yannick Souvré, se félicitent de son arrivée dans l'équipe et soulignent son attachement à la France. Lors du premier match, la France est surprise par l'équipe du Japon (74-70) dans un match où Gabby est l'une des rares joueuses à faire un match complet (9 points, 5 rebonds, 4 interceptions, 2 contres, 5 passes décisives). Lors du second match contre l'équipe du Nigeria (87-62), elle réalise un nouveau match plein (13 points, 9 rebonds, 4 passes décisives, 3 interceptions). Le match contre les États-Unis permet aux Bleues de se qualifier pour les quarts de finale malgré la défaite (93-82) où Gabby Williams met à nouveau en avant ses qualités défensives (10 points, 5 rebonds, 6 interceptions). Contribuant pour beaucoup à la victoire des siens avec Marine Johannès contre l'Espagne (67-64), elle ne peut empêcher la défaite lors de la revanche contre le Japon (87-71), étant muselée par la défense japonaise (4 points seulement, 8 rebonds, 7 passes décisives). Elle remporte la médaille de bronze lors de la petite finale contre la Serbie (91-76), réalisant son meilleur match du tournoi (17 points, 4 rebonds, 8 passes décisives). Sur le site officiel des Jeux olympiques, elle est citée comme l'une des révélations parmi les 378 athlètes ayant participé aux jeux pour la France.
Williams est de nouveau retenue pour la coupe du monde 2022. Au sein d'une équipe de France diminuée par de nombreux forfaits, comme Marine Johannès, Sandrine Gruda, Olivia Epoupa, son apport offensif s'avère plus important, avec notamment 23 points lors de la victoire du premier match face à l'Australie, pays hôte. Une défaite face à la Serbie condamne la France à affronter la Chine en quart de finale, où elle s'incline 85 à 71, malgré 17 points et 6 passes de Gabby Williams,. Elle est désignée par la FIBA dans le deuxième cinq de la compétition.
Lors des Jeux olympiques de 2024, elle est la leader de l’équipe de France qui se hisse en finale et n’échoue qu’à un point de l’équipe américaine (66–67), le tir de l’égalisation de Gabby Williams (19 points, 7 rebonds, 3 interceptions, 2 passes décisives) à la dernière seconde du match n’étant qu’à 2 points, du fait de son pied franchissant la ligne des 3 points. Williams est élue dans le meilleur cinq du tournoi olympique et désignée meilleure défenseuse de la compétition.

## Palmarès

### Équipe de France
- Médaille d’argent au championnat d'Europe 2021 en France et en Espagne
- Médaille de bronze aux Jeux olympiques d’été de 2020 à Tokyo
- Médaille d’argent aux Jeux olympiques d’été de 2024 à Paris

### En club

#### NCAA
- Championne NCAA : 2015 et 2016

#### Europe
- Vainqueuse de l’Euroligue : 2022
- Vainqueuse de l’Eurocoupe : 2023[81]
- Championne d’Espagne : 2019
- Championne de Hongrie : 2021, 2022
- Champione de France : 2023[82]
- Championne de Turquie : 2025
- Vainqueuse de la SuperCoupe d'Europe : 2024[47]
- Vainqueuse de la Coupe de Hongrie : 2021

## Distinctions personnelles

### En équipe de France
- Meilleure défenseure des Jeux olympiques d’été de 2024 à Paris[78]
- Meilleur cinq des Jeux olympiques d’été de 2024 à Paris[77]
- Deuxième meilleur cinq de la Coupe du Monde 2022[75]

### En club

#### NCAA
- Défenseure de l'année de l'American Athletic Conference (2017)[83]
- Senior CLASS Award (2018)[84]
- Trophée Cheryl Miller (2018)[85]

- United States Basketball Writers Association All-America Team 2017[86],[87]
- Deuxième Team All-America par l'USBWA en 2017-2018[87].
- Deuxième team All-American par Associated Press 2016-17, 2017-2018[88].
- Wooden All-America 2017-2018[89].

#### WNBA
- WNBA All-Defensive Second Team : 2022[90]
- WNBA All-Star Game : 2025

#### Europe
- Meilleure défenseure d’Euroligue : 2020-21 et 2024-25[49]
- 2d cinq d’EuroLigue : 2019-20[91]
- Meilleur cinq de l’Euroligue : 2020-21 et 2024-25[49]
- Meilleure joueuse du Final Four de l’Euroligue : 2021-22
- Meilleur cinq du Final 6 de l’Euroligue : 2024-25
- Meilleure joueuse de la SuperCoupe d'Europe : 2024 [47]
- Vainqueur du Trophée Alain-Gilles 2024 (meilleur basketeuse française de l'année)[92]

### Décoration
- Chevalier de l'ordre national du Mérite (décret du 8 septembre 2021)[93]